# Ottavio d'Aragona Tagliavia
Ottavio d'Aragona Tagliavia Ventimiglia (Palermo, 1565 – Palermo, 5 settembre 1623) è stato un nobile, politico e militare italiano del XVI e XVII secolo, appartenente alla famiglia aristocratica siciliana dei Tagliavia-Aragona dei principi di Castelvetrano.

## Biografia
Nacque a Palermo nel 1565 da Carlo, principe di Castelvetrano, e dalla di lui consorte la nobildonna Margherita Ventimiglia Moncada dei marchesi di Geraci, di cui era figlio cadetto. Visse la sua infanzia e la sua adolescenza nel palazzo di famiglia a Castelvetrano, e dopo la morte della madre, nel 1579, suo padre lo destinò alla carriera militare facendolo educare in Spagna e a Milano.
Al seguito del padre il Principe Carlo, combatté in Catalogna (1581), a Milano (1583), nelle Fiandre (1587), in Francia (1590) e in Piemonte (1593).  Nelle Fiandre - dove passò nuovamente nel 1596 - assieme ad Alessandro Farnese, duca di Parma, fu a capo di una compagnia spagnola di lancieri. Nel 1599 tornò in Sicilia, dove il re Filippo III di Spagna gli aveva affidato il comando di una compagnia di lancieri con una pensione annua di 25 000 scudi, ma preferì poi militare nella squadra navale siciliana agli ordini dell'ammiraglio Martín de Padilla, conte di Santa Gadèa (1604).
Nominato dal Re Filippo III consigliere di Sicilia nel 1606, l'anno successivo gli venne assegnata la carica di Stratigoto di Messina, ma la sua nomina a governatore della città dello Stretto fu osteggiata dai membri del Senato cittadino, poiché non vi risiedeva, e lo accusò di abusare delle sue prerogative giurisdizionali. Nel 1608, il viceré Juan Gaspar Fernández Pacheco, marchese di Villena, gli ordinò di salpare da Messina al comando di quattro galee per intercettare una galeotta che da Tunisi stava trasportando il bottino accumulato dai corsari barbareschi nell'assalto della nave Bellona: questa era salpata da Palermo colma di denaro, preziosi e raffinato vasellame per il Re di Spagna; fra i prigionieri dei pirati anche un figlio dello stesso viceré, ma Don Ottavio riuscì a recuperare solo parte del bottino. Nel 1609 fu a Cartagena, dove con le galere siciliane prese parte alle operazioni di espulsione dei moriscos dalla Spagna; il 20 novembre 1610, all'occupazione di Larache, il capo della spedizione, Juan de Mendoza, lo elesse maestro di campo generale.
Pedro Téllez-Girón, III duca di Osuna, nel 1611 divenne nuovo Viceré di Sicilia, di cui l'Aragona Tagliavia divenne suo uomo di fiducia, avendogli affidato il comando delle armate siciliane. Sotto il comando del Álvaro de Bazán, marchese di Santa Cruz, ammiraglio della squadra di Napoli, prese parte all'impresa di Gerbe (Djerba) con otto galee, da dove tornò con un ricco bottino dopo alcune incursioni a Cherchell, in Algeria. Gli attacchi continuarono nell'estate del 1612, quando Don Ottavio aggiunse alla sua flotta una galea a 32 banchi e altre di minore stazza. Mise a ferro e fuoco i porti de La Goletta e Biserta saccheggiandoli e dando alle fiamme tutte le navi dei corsari barbareschi che vi trovò attraccate. Proseguì verso oriente, sbaragliò dieci galee turche e ne catturò sette.
I conflitti contro i pirati barbareschi e gli Ottomani proseguirono anche nel 1613-15, e li assediò con le sue galee in Nordafrica, a Malta, e in Grecia, conl'impresa di Capo Corvo non lontano dal canale di Samo: a fine agosto 1613 portò la sua flotta a Cerigo perché la flotta ottomana con 50 galee al comando di Sinan Pascià si diresse da Costantinopoli ad Alessandria. Passata una tempesta, trasferì la squadra navale nel canale di Samo, poi a Capo Corvo per dare battaglia. La nave capitana del Tagliavia attaccò e conquistò l'ammiraglia del Pascià. Altre cinque navi della flotta ottomana vennero catturate, altre, danneggiate, fuggirono o affondarono. Ricco il bottino che finisce nelle mani della flotta siciliana: 500 prigionieri turchi, il comandante Sinan Pascià che morirà per le ferite riportate nello scontro, l'equivalente di 600 000 scudi in denaro e merci. Inoltre furono liberati oltre mille cristiani utilizzati come schiavi ai remi delle galee ottomane.
Nel 1616, l'Osuna fu nominato Viceré di Napoli, che seguì ricevendone la carica di generale delle galere del Regno: al comando delle armate napoletane, l'Aragona Tagliavia guerreggiò contro i corsari barbareschi e turchi che con le loro incursioni molestavano il Mediterraneo. Nel 1620, il Duca di Osuna lo inviò in Spagna per corrompere con un'offerta di 300 000 ducati, Juan Alonso Pimentel de Herrera, conte di Benavente, presidente del Supremo Consiglio d'Italia, per convincere quest'ultimo a non sostituirlo nel viceregno napoletano con il cardinale Gaspar de Borja y Velasco, ma essendo fallita la missione, l'Aragona Tagliavia e l'Osuna ruppero la loro collaborazione. Fu condannato al confino in un castello siciliano, e il nuovo sovrano Filippo IV di Spagna, che riesaminò la questione, nel 1622 lo fece tornare in Sicilia, dove viceré era stato nominato Emanuele Filiberto di Savoia, e gli venne affidata nuovamente una squadra navale di otto galere, con la quale compì un'incursione nelle acque di Costantinopoli.
Ritiratosi al convento dei Cappuccini di Palermo, vi morì il 5 settembre 1623.